# 維格利德

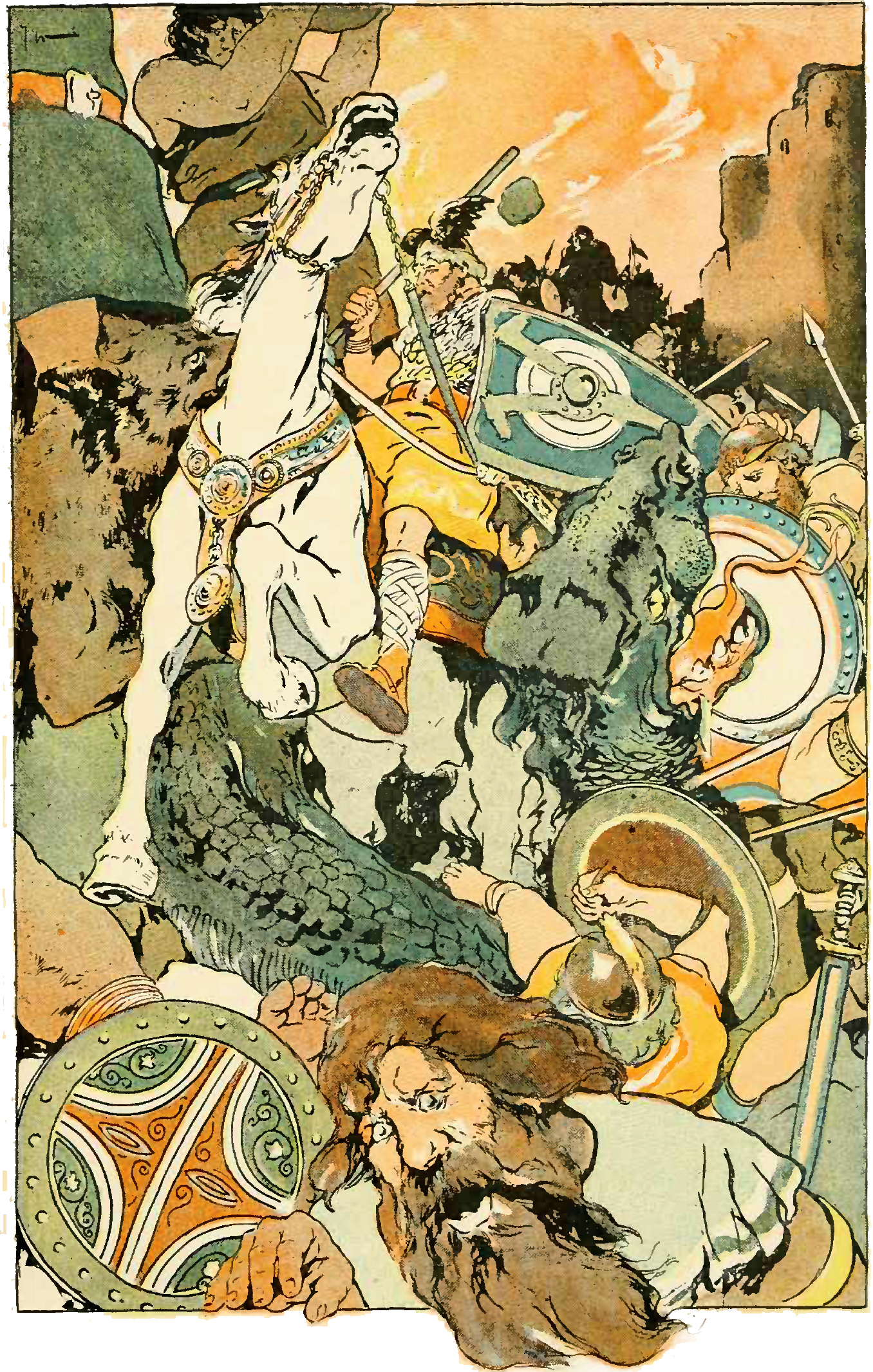
諸神的黃昏發生於維格利德

維格利德（Vigrid），意即「暴戰」曠野（battle shaker）。在北歐神話中，根據預言，這裡是諸神的黃昏發生的戰場。此曠野位於九個世界的哪個地方，則不太清楚，但有可能位於人類居住的中間世界米德加爾特（Midgard）。